# Vierschanzentournee 1968/69
Bei der 17. Vierschanzentournee 1968/69 fand das Springen in Oberstdorf am 30. Dezember statt, am 1. Januar folgte das Springen in Garmisch-Partenkirchen und am 3. Januar das Springen in Innsbruck. Die Veranstaltung in Bischofshofen wurde am 6. Januar durchgeführt. Die Tournee war der erste Höhepunkt der Skisprungsaison 1968/69.

## Goldener Ski mit Brillianten
Im November 1968 führten die Organisatoren der Vierschanzentournee eine neue Auszeichnung ein. Springer, die in einem Wettkampf mehr als 250 Punkte erzielt haben, werden mit dem „goldenen Ski mit Brillianten“ geehrt. In den bis dato 16 Austragungen gelang das nur drei Athleten. Die ersten Träger der Auszeichnung waren Helmut Recknagel (DDR; 277,5 Punkte), Eino Kirjonen (FIN; 264,0 Punkte) und Bjørn Wirkola (NOR; 254,0 Punkte).

## Nominierte Athleten
Die nacholympische Tournee versprach wieder Hochspannung, da mit Jiri Raska und dem Überraschungssieger Wladimir Beloussow beide Olympiasieger am Start waren. Hinzu kam der zweifache Tourneesieger Björn Wirkola aus Norwegen, der in Grenoble zur Überraschung der Fachwelt allerdings medaillenlos geblieben war. Weitere Top-Springer waren die Norweger Grini und Tomtum sowie der Olympiazweite von der Normalschanze Reinhold Bachler aus Österreich. Hinzu kam die starke tschechoslowakische Mannschaft, die schon bei der letzten Tournee Aufsehen erregte. Auch die sowjetischen Springer Napalkow und Scheglanow waren für eine Überraschung gut. Aus deutscher Sicht gab es auch Neuigkeiten. Zum einen startete auf westdeutscher Seite mit Ralph Pöhland ein kurz vor den Olympischen Spielen geflüchteter DDR-Springer. Zum anderen musste die DDR-Mannschaft herbe Rückschläge einstecken. Vorjahresdritter Dieter Neuendorf hatte sich schwer verletzt, konnte nicht an der Tour teilnehmen und beendete nach der Tournee den Leistungssport. Auch der im letzten Jahr zweitbeste DDR-Springer Wolfgang Stöhr war verletzt zu Hause geblieben. Trainer Hans Renner sprach deshalb auch von einem Neuaufbau der Nationalmannschaft, die dementsprechend mit Rainer und Heinz Schmidt sowie Clemens Walther drei zwanzigjährige Athleten in ihren Reihen aufwies.
| Nation           | Athleten |
| ---------------- | --- |
| BR Deutschland   | Walter Lampe, Henrik Ohlmeyer, Wolfgang Schüller, Günther Göllner, Friedhelm Klapproth, Oswald Schinze, Franz Bisle, Alfred Grosche, Alfred Winkler, Ralph Pöhland, Sepp Schwinghammer                              |
| DDR              | Rainer Schmidt, Clemens Walther, Manfred Queck, Heinz Schmidt, Horst Queck, Bernd Karwofsky |
| Österreich       | Max Golser, Willy Schuster, Reinhold Bachler, Albert Heim, Ernst Kröll, Franz Salhofer, Sepp Lichtenegger, Erich Schwabl, Helmut Diess, Janko Zwitter, Ernst Wimmer, Heinz Jölly, Franz Kuchlbacher, Walter Schwabl |
| Finnland         | Topi Mattila, Juhani Ruotsalainen, Keijo Laiho, |
| Frankreich       | Alain Macle, Gilbert Poirot, Nicolas Gaide, Jannie Arnould |
| Jugoslawien      | Stanko Bogataj, Janez Jurman, Peter Štefančič, Marjan Mesec, Ludvik Zajc, Branko Dolhar |
| Italien          | Mario Ceccon, Albino Bazzana, Giacomo Aimoni |
| Norwegen         | Björn Wirkola, Knut Kongsgaard, Jan Olav Roaldseth, Lars Grini, Bent Tomtum |
| Polen            | Ryszard Witke, Andrzej Sztolf |
| Schweden         | Ole Martinsson, Tord Karlsson, Torbjörn Hedberg |
| Schweiz          | Hans Schmid, Sepp Zehnder, Richard Pfiffner, Urs Schöni |
| Sowjetunion      | Wladimir Beloussow, Alexander Iwannikow, Gari Napalkow, Wjatscheslaw Schtscherbakow, Anatoli Scheglanow |
| Tschechoslowakei | Jiří Raška, Rudolf Höhnl, Zbyněk Hubač, Josef Matouš, Ladislav Divila, Karel Kodejška, František Rydval |
| Ungarn           | Janos Taffener, László Gellér, Mihály Gellér |

## Oberstdorf
- Datum: 30. Dezember 1968[3]
- Land:  BR Deutschland
- Schanze: Schattenbergschanze

Bei einsetzendem heftigen Schneetreiben zeigte Wirkola bereits im ersten Durchgang mit der Tagesbestweite von 78 m, dass der Tagessieg mit ihm ausgefochten werden musste. Am nächsten kamen ihm dabei noch Heinz Schmidt mit der gleichen Weite und die Tschechoslowaken Matous mit 77,5 m und Raska mit 76,5 m. Nachdem vor dem zweiten Durchgang noch die Anlauflänge verkürzt worden war, konnte kaum ein vorn platzierter Springer seine erste Weite wiederholen. Nur Manfred Queck konnte sich durch zwei Sprünge von je 74 m noch auf den fünften Platz vorschieben. Am Ende siegte Wirkola vor den Tschechoslowaken Raska und Matous. Heinz Schmidt erreichte mit Platz vier seine beste Einzelplatzierung bei seinen Tourneeteilnahmen. Mit Divila und Höhnl kamen letztlich insgesamt vier tschechoslowakische Springer unter den ersten Zehn ein.
| Pos. | Springer           | Land             | Punkte |
| ---- | ------------------ | ---------------- | ------ |
| 01   | Bjørn Wirkola      | Norwegen         | 218,7  |
| 02   | Jiří Raška         | Tschechoslowakei | 215,7  |
| 03   | Josef Matouš       | Tschechoslowakei | 210,5  |
| 04   | Heinz Schmidt      | DDR              | 210,1  |
| 05   | Manfred Queck      | DDR              | 209,9  |
| 06   | Rudolf Höhnl       | Tschechoslowakei | 205,4  |
| 07   | Ladislav Divila    | Tschechoslowakei | 199,9  |
| 08   | Wladimir Beloussow | Sowjetunion      | 199,7  |
| 09   | Reinhold Bachler   | Österreich       | 199,3  |
| 09   | Ludvik Zajc        | Jugoslawien      | 199,3  |

## Garmisch-Partenkirchen
- Datum: 1. Januar 1969[5]
- Land:  BR Deutschland
- Schanze: Große Olympiaschanze

Nach dem Neujahrsspringen war bereits eine kleine Vorentscheidung gefallen. Mit gestandenen Sprüngen von 94 und 92,5 m gewann Wirkola mit einigem Vorsprung auch das zweite Springen. Jiri Raska sprang zwar im ersten Durchgang 97,5 m, er konnte den Sprung aber nicht stehen und belegte daher nur den 21. Platz, was ihm alle Möglichkeiten auf den Tourneesieg zunichtemachte. Da nur vier der zehn besten Springer des Auftaktspringens in Garmisch wieder in den Top Ten landeten, darunter auch Heinz Schmidt, fand sich der Zella-Mehliser nach seinem fünften Platz plötzlich auf Platz zwei der Gesamtwertung nach zwei Wettbewerben wieder. Olympiasieger Beloussow belegte nach der Halbzeit Rang drei.
| Zwischenstand nach 2 Springen | Zwischenstand nach 2 Springen | Zwischenstand nach 2 Springen |
| Pos.                          | Springer                      | Punkte                        |
| ----------------------------- | ----------------------------- | ----------------------------- |
| 01.                           | Wirkola                       | 459,9                         |
| 02.                           | Schmidt                       | 442,4                         |
| 03.                           | Beloussow                     | 433,3                         |

| Pos. | Springer           | Land             | Punkte |
| ---- | ------------------ | ---------------- | ------ |
| 01   | Bjørn Wirkola      | Norwegen         | 241,2  |
| 02   | Anatoli Scheglanow | Sowjetunion      | 235,4  |
| 03   | František Rydval   | Tschechoslowakei | 233,8  |
| 04   | Wladimir Beloussow | Sowjetunion      | 233,6  |
| 05   | Heinz Schmidt      | DDR              | 232,3  |
| 06   | Zbyněk Hubač       | Tschechoslowakei | 228,4  |
| 07   | Ladislav Divila    | Tschechoslowakei | 226,5  |
| 08   | Gari Napalkow      | Sowjetunion      | 222,1  |
| 09   | Horst Queck        | DDR              | 221,8  |
| 10   | Lars Grini         | Norwegen         | 221,2  |

## Innsbruck
- Datum: 4. Januar 1969[7]
- Land:  Österreich
- Schanze: Bergiselschanze

Vor dem Springen hatten die Veranstalter mit heftigen Schneefällen zu kämpfen, so dass nach über einem halben Meter nassem Neuschnee erst am Wettbewerbstag selbst drei Stunden vor dem Springen ein erstes Training durchgeführt werden konnte. Der Sprungwettbewerb selbst geriet zu einem Duell zwischen dem zweimaligen Tourneesieger Wirkola und dem Olympiasieger Raska. NaAch dem ersten Durchgang führte der Tschechoslowake dank der T mit der Tageshöchstweite von 94 m mit hauchdünnen 0,2 Punkten Vorsprung vor Wirkola, der bei besserer Haltung 93,5 m weit sprang. Bei verkürztem Anlauf konnte Wirkola im zweiten Durchgang seine Sprungsicherheit und seinen feineren Sprungstil zu seinen Gunsten nutzen: bei gleicher Weite von 89 m machte er durch bessere Haltungsnoten einen Punkt gegenüber Raska gut und gewann so am Ende auch das dritte Springen der Tournee in Folge, wenn auch nur mit hauchdünnem Vorsprung. Raska katapultierte sich durch diese Tagesplatzierung in der Gesamtwertung auf Platz zwei, wenngleich er mit über 30 Punkten Rückstand auf Wirkola nach menschlichem Ermessen keine Chance mehr auf den Tourneesieg hatte. Damit schob er sich vor Heinz Schmidt, der mit seinem fünften Platz in der Tageswertung aber immer noch einen respektablen dritten Platz in der Gesamtwertung innehatte. Allerdings war ihm die Konkurrenz vor allem aus der tschechoslowakischen Mannschaft mit nur geringen Punktabständen bereits auf den Fersen.
| Zwischenstand nach 3 Springen | Zwischenstand nach 3 Springen | Zwischenstand nach 3 Springen |
| Pos.                          | Springer                      | Punkte                        |
| ----------------------------- | ----------------------------- | ----------------------------- |
| 01.                           | Wirkola                       | 696,2                         |
| 02.                           | Raška                         | 665,8                         |
| 03.                           | Schmidt                       | 652,1                         |

| Pos. | Springer           | Land             | Punkte |
| ---- | ------------------ | ---------------- | ------ |
| 01   | Bjørn Wirkola      | Norwegen         | 236,3  |
| 02   | Jiří Raška         | Tschechoslowakei | 235,5  |
| 03   | Anatoli Scheglanow | Sowjetunion      | 225,9  |
| 04   | Lars Grini         | Norwegen         | 222,6  |
| 05   | Zbyněk Hubač       | Tschechoslowakei | 219,9  |
| 06   | Rudolf Höhnl       | Tschechoslowakei | 214,1  |
| 07   | František Rydval   | Tschechoslowakei | 212,4  |
| 08   | Horst Queck        | DDR              | 212,2  |
| 09   | Gari Napalkow      | Sowjetunion      | 210,8  |
| 10   | Heinz Schmidt      | DDR              | 209,7  |

## Bischofshofen
- Datum: 6. Januar 1969[9]
- Land:  Österreich
- Schanze: Paul-Außerleitner-Schanze

Wie bereits in Innsbruck lautete auch in Bischofshofen das Duell Raska – Wirkola, wobei der Norweger bei seinem Vorsprung in der Gesamtwertung nicht mit letztem Risiko springen musste. Raska hingegen ging voll auf Angriff und zeigte mit der Tagesbestweite von 101 m im ersten Durchgang, dass der Tagessieg diesmal seiner sein sollte. Letztendlich gewann er das Springen auch mit reichlich sieben Punkten Vorsprung. Auf den weiteren Plätzen folgten zunächst nur Springer aus der Tschechoslowakei, deren Mannschaft wieder vier Springer in die Top Ten brachte, Norwegen und der Sowjetunion. Damit waren auch die stärksten Teams dieser Tournee benannt. Heinz Schmidt vermochte es nicht, an seien Leistungen der ersten drei Springen anzuknüpfen. Nach einem Sturz im zweiten Durchgang belegte er nur Rang 30 in der Tageswertung.
| Pos. | Springer                    | Land             | Punkte |
| ---- | --------------------------- | ---------------- | ------ |
| 01   | Jiří Raška                  | Tschechoslowakei | 235,4  |
| 02   | Bjørn Wirkola               | Norwegen         | 228,3  |
| 03   | Lars Grini                  | Norwegen         | 222,6  |
| 04   | Anatoli Scheglanow          | Sowjetunion      | 219,2  |
| 05   | Zbyněk Hubač                | Tschechoslowakei | 218,8  |
| 06   | Wjatscheslaw Schtscherbakow | Sowjetunion      | 211,4  |
| 07   | Ladislav Divila             | Tschechoslowakei | 211,0  |
| 08   | František Rydval            | Tschechoslowakei | 209,9  |
| 09   | Wladimir Beloussow          | Sowjetunion      | 208,1  |
| 10   | Bent Tomtum                 | Norwegen         | 207,0  |

## Gesamtstand
Bjørn Wirkola gewann die 17. Vierschanzentournee und damit als erster Skispringer zum dritten Mal diesen prestigeträchtigen Wettbewerb. Er ist damit bisher der einzige Skispringer, der die Tournee dreimal in Folge gewinnen konnte. Mit 24 Punkten Vorsprung verwies er den tschechoslowakischen Olympiasieger Jiří Raška auf den zweiten Platz. Bei einem guten Abschneiden in Garmisch hätte er noch Chancen auf den Gesamtsieg gehabt. Ihm folgte sein Landsmann Zbyněk Hubač auf Platz drei. Insgesamt kamen fünf tschechoslowakische Springer in die Top Ten. Das war bis dahin nur den deutschen Springern bei der Tournee 1959/60 gelungen. Heinz Schmidt rutschte nach seinem schlechten Abschneiden in Bischofshofen noch auf Platz acht ab.
| Rang | Name               | Nation           | Gesamt- wertung | Oberst- dorf | Garmisch- Partenk.- | Inns- bruck | Bischofs- hofen |
| ---- | ------------------ | ---------------- | --------------- | ------------ | ------------------- | ----------- | --------------- |
| 01   | Bjørn Wirkola      | Norwegen         | 924,5           | 218,7 / 01.  | 241,2 / 01.         | 236,3 / 01. | 228,3 / 02.     |
| 02   | Jiří Raška         | Tschechoslowakei | 900,5           | 215,7 / 02.  | 214,6 / 21.         | 235,5 / 02. | 235,4 / 01.     |
| 03   | Zbyněk Hubač       | Tschechoslowakei | 866,0           | 198,9 / 11.  | 228,4 / 06.         | 219,9 / 05. | 218,8 / 05.     |
| 04   | Anatoli Scheglanow | Sowjetunion      | 862,0           | 181,5 / 23.  | 235,4 / 02.         | 225,9 / 03. | 219,2 / 04.     |
| 05   | František Rydval   | Tschechoslowakei | 848,2           | 192,1/ 14.   | 233,8 / 03.         | 212,4 / 07. | 209,9 / 08.     |
| 06   | Wladimir Beloussow | Sowjetunion      | 839,3           | 199,7 / 08.  | 233,6 / 04.         | 197,9 / 19. | 208,1 / 09.     |
| 07   | Rudolf Höhnl       | Tschechoslowakei | 838,3           | 205,4 / 06.  | 218,0 / 15.         | 214,1 / 06. | 200,8 / 14.     |
| 08   | Heinz Schmidt      | DDR              | 830,8           | 210,1 / 04.  | 232,3 / 05.         | 209,7 / 10. | 178,7 / 30.     |
| 09   | Lars Grini         | Norwegen         | 812,5           | 146,1 / 59.  | 221,2 / 10.         | 222,6 / 04. | 222,6 / 03.     |
| 10   | Ladislav Divila    | Tschechoslowakei | 809,3           | 199,9 / 07.  | 226,5 / 07.         | 173,4 / 41. | 211,0 / 07.     |